# Mark Whitehead
Mark Scott Whitehead (* 14. Februar 1961 in Bell; † 6. Juli 2011 in Frisco) war ein US-amerikanischer Radsporttrainer und Radsportler, der hauptsächlich auf der Bahn aktiv war.
Mark Whitehead begann im Alter von elf Jahren mit dem Radsport und folgte damit dem Vorbild seines Vaters Pete, der schon in Europa Rennen gefahren war. 1978 und 1979 startete er bei den UCI-Bahn-Weltmeisterschaften der Junioren. Im Laufe seiner weiteren Karriere errang er insgesamt 20 nationale Meistertitel, den ersten 1981 im Madison – ein Titel, den er 1983 mit Danny Van Haute nochmals gewann. Bei den UCI-Bahn-Weltmeisterschaften 1983 in Zürich belegte er Platz fünf im Punktefahren. 1984 wurde er mit Leonard Nitz, Kit Kyle und Danny Van Haute US-amerikanischer Meister in der Mannschaftsverfolgung. Damit qualifizierte er sich für die Olympischen Spiele in Los Angeles, wo er im Punktefahren an den Start ging.
Später stellte sich heraus, dass Whitehead zu einer Gruppe von US-amerikanischen Radsportlern gehörte, die sich eine Woche vor Beginn der Olympischen Spiele mit Blutdoping auf diese vorbereitet hatten, was damals allerdings nicht verboten war. Die Fahrer sollen von dem damaligen Nationaltrainer Edward Borysewicz dazu aufgefordert worden sein. Da es für eine Injektion von Eigenblut vor den Spielen zu spät war, wurde Blut von anderen Personen genutzt. Die Folge war, dass Whitehead erkrankte, hohes Fieber bekam und schon im Vorlauf des olympischen Rennens ausschied. 1995 gab Whitehead in einem Interview an, es sei seine eigene Entscheidung gewesen, das Blutdoping auszuprobieren, niemand habe ihn dazu bewegt.
Nach den Olympischen Spielen wurde Mark Whitehead Profi, trat 1989 vom aktiven Radsport zurück und wurde Radsporttrainer. Er betreute unter anderen Sarah Hammer und Rahsaan Bahati. Er starb in einem Hotel während der Austragung der nationalen Junioren-Meisterschaften in Frisco im Alter von 50 Jahren; eine genaue Todesursache wurde nicht bekannt gegeben.
Whitehead war zwei Jahre lang mit der Radrennfahrerin Rebecca Twigg verheiratet: zum Zeitpunkt seines Todes war er zum zweiten Mal verheiratet und hatte drei Kinder. Aufgrund seines aufbrausenden Temperaments erhielt er den Spitznamen Meathead (Blödmann), er selbst kreierte den Schlachtruf „You can’t beat the Meat“. Er wurde in die Hall of Fame des Valley Preferred Cycling Center in Trexlertown, Pennsylvania, aufgenommen.